# عصام بعوز
عصام بعوز لاعب كرة قدم جزائري ويلعب حاليا لنادي وفاق سطيف.

## وصلات خارجية
- عصام بعوز على موقع قاعدة بيانات كرة القدم.إي يو (الإنجليزية)
- عصام بعوز على موقع Soccerway.com (الإنجليزية)
- عصام بعوز على موقع AS.com (الإسبانية)